# بني ياڭرين
بني ياڭرين هي قرية في إقليم سطات ضمن جهة الشاوية ورديغة بالغرب المغربي. كان مجموع عدد سكان الجماعة القروية بني ياڭرين 11.957 نسمة.(تعداد السكان الرسمي 2004)